# San Polo d'Enza
San Polo d'Enza est une commune italienne de la province de Reggio d'Émilie dans la région Émilie-Romagne en Italie.

## Administration
| Période                                  | Période | Identité | Étiquette | Qualité |
| ---------------------------------------- | ------- | -------- | --------- | ------- |
|                                          |         |          |           |         |
| Les données manquantes sont à compléter. |         |          |           |         |

### Hameaux
Barcaccia, Belvedere, Bonini, Borsea, Bosi, Ca'Bianca, Casa Bertolini, Casa Farini, Case dell'Eva, Colombarone, Cornacchia, Fratta, Ghilga, Grassano Basso, Grassano Chiesa, Grassano Scuola, Pezzano, Pietre, Pieve, Pontenovo, Rio Luceria, Sedignano, Sessanta, Stradella

### Communes limitrophes
Bibbiano, Canossa, Montecchio Emilia, Montechiarugolo, Quattro Castella, Traversetolo, Vezzano sul Crostolo